# 泰隆·鲍华
泰隆·埃德蒙·鲍华（英語：Tyrone Edmund Power,1914年5月5日—1958年11月15日），出生于美国辛辛那提，曾出演过《碧血黄沙》、《控方证人》等电影。他的父亲以及祖父都是舞台剧演员，他的母亲则是莎士比亚戏剧的演员而且是一位受人尊敬的表演教师，母亲对他表演事业的起步阶段起了很大的帮助作用。

## 生平
泰隆·鲍华出生于俄亥俄的辛辛那提，1915年的时候全家移居到了加州，不过由于要拍摄电影以及参与舞台剧演出，他们经常在纽约和加州之间旅行。1920年的时候他的父母离了婚，1931年大学毕业后他到了芝加哥和父亲一起拍摄影片，结果他的父亲却死于心脏病。1935年时他在百老汇站住了脚，很快他回到加利福尼亚州参加了20世纪福克斯公司的试镜，1936年他获得了一份为期7年的合同，一年之内他就成为了福克斯的一线演员。他曾出演过1940年版的《佐罗的面具 (1940年电影)》，和他合作过的女演员包括艾丽丝·费伊、玛琳·奥哈拉、瑙瑪·希拉等人。二战期间他成为了海军飞行员并见证过南太平所发生的战争。战争结束后他回到了好莱坞继续拍摄电影，虽然依旧非常受欢迎，但是他厌倦了没有挑战的生活。于是他请求福克斯公司允许他到其它公司拍摄影片，1953年他为环球电影公司拍摄了一部西部片，同时从票房中获得了一定的分成。1957年他在拍摄《控方证人》时同样获得了分成，然而第二年当他在西班牙马德里拍摄影片时，因为突发心脏病去世。他的父亲也是在拍摄影片时去世的，泰隆·鲍华去世时只有44岁。
虽然泰隆·鲍华是一名天主教徒，但是他曾经离过两次婚。他和后两任妻子一共生下了3个孩子。